# Святоносский залив

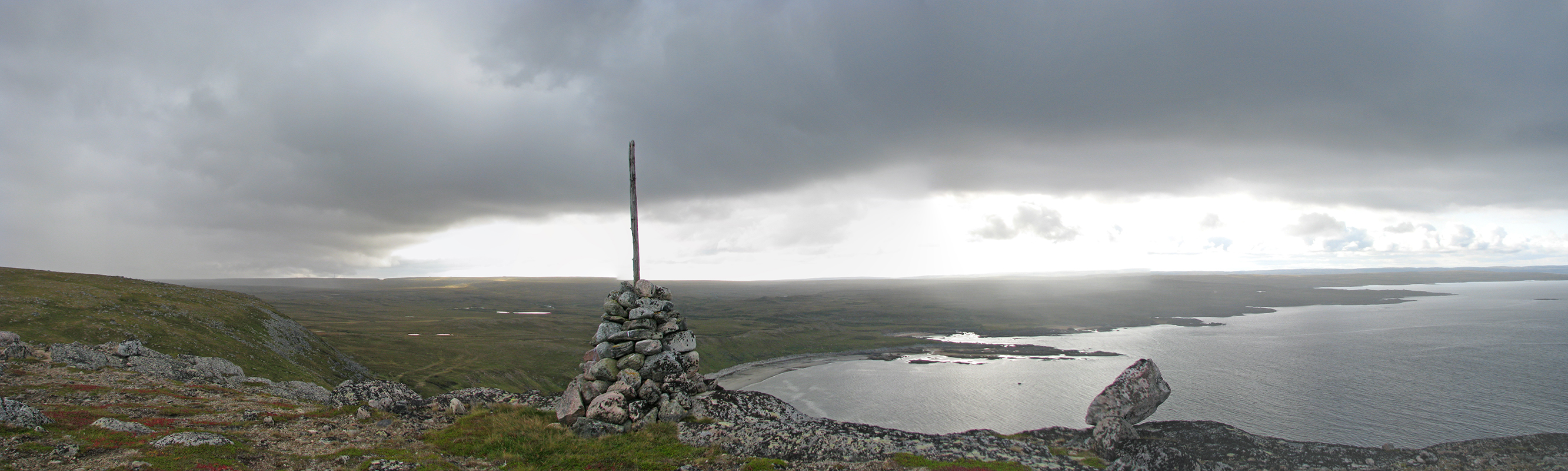
Вид на залив с полуострова Святой Нос

Святоносский залив — залив в Баренцевом море, от которого отделён мысом Святой Нос. Находится в северо-восточной части Кольского полуострова. Длина 12 км Ширина до 10 км. Залив глубоководный — глубина до 62 м. Берег скалистый крутой. На берегу расположен город Островной и посёлок Святой Нос. В залив впадают реки Бухтовка и Качаловка. В заливе расположены Иокангские острова которые отделяют залив от губы Иоканга.